# Daihatsu Move Conte
El Daihatsu Move Conte (ダイハツ・ムーヴ コンテ, Daihatsu Mūvu Konte) fou un kei car de la marca japonesa Daihatsu produït des de 2008 fins al 2017, estant només disponible al mercat domèstic japonés. Des de 2011 fins al 2017 va ser comercialitzat també amb el nom de Toyota Pixis Space (トヨタ・ピクシス スペース, Toyota Pikushisu Supēsu). El successor natural d'aquest model va ser el Move Canbus, mentre que a la gamma TGoyota va ser substituït pel Pixis Joy.

## Descripció general
El Move Conte només estava disponible en carrosseria de cinc portes, destacant la marca el caràcter "quadrat" del model i venent-lo com el "Move quadrat" (四角いムーヴ, shikakui Mūvu). El model estava propulsat per una motorització idèntica al Move L175, el de quarta generació, tenint dos motors per a triar: un motor atmosfèric de 658 cc o el mateix tricilíndric amb turbocompressor, que atorgava al cotxe 51 cavalls i 64 respectivament de la motorització. El model disposava de transmissió manual de quatre marxes o CVT i tracció davantera o tracció total 4WD. També va existir una versió amb modificacions estètiques anomenada Custom. El Move Conte es produí només a la factoria de Daihatsu a la prefectura d'Oita.